# Parlement du Cambodge
Bâtiment de l'Assemblée nationale
Bâtiment du Sénat
Le Parlement du Cambodge (en khmer : សភាតំណាងរាស្ត្រកម្ពុជា romanisé : Saphea Kâmpŭchéa) est l'organe législatif bicaméral du royaume du Cambodge. 
L'Assemblée nationale, qui forme la chambre basse, est composée de 125 membres élus pour un mandat de cinq ans au suffrage universel direct, selon un mode de scrutin proportionnelle. Le Sénat, qui forme la chambre haute, est composé de 62 membres, dont 57 sont élus au scrutin indirect et quatre autres nommés.

## Historique
Les premières traces d'un embryon de parlement datent du protectorat, plus précisément de l'ordonnance du 18 mars 1913 signé par le roi Sisowath et créant une assemblée consultative de 39 membres chargés de représenter les provinces et les municipalités. Le statut change après la Seconde Guerre mondiale avec la volonté d'octroyer une constitution au Cambodge et de créer une assemblée constituante élue au suffrage universel et qui, une fois la constitution adoptée, se transforme en Assemblée nationale. Dans le même temps un conseil du royaume est créé. Ses membres ont l'initiative des lois, examinent également les textes adoptés en première lecture par les députés et peuvent proposer des amendements qui doivent toutefois être finalement approuvés par l'Assemblée.
Concernant les formations représentées, la plupart se contentent de soutenir les réseaux de clientélisme mis en place par leurs dirigeants respectifs. Seul le parti démocrate se démarque par un réel programme politique incluant la mise en place d'un État indépendant calqué sur la Quatrième République française. De telles vues ne peuvent qu'irriter le pouvoir colonial peu enclin à se retirer. Ces derniers bénéficient d'un allié de poids en la personne du jeune roi Norodom Sihanouk, peu enthousiasmé par le rôle de pure figuration qu'on veut lui faire jouer. Si finalement la formation démocrate obtient la majorité absolue dans toutes les assemblées élues pendant près de dix ans, son action est contrariée par des dissolutions à répétition du parlement et la mise en place à plusieurs reprises de l'état d'urgence qui permet au roi de gouverner sans en référer aux députés. Finalement le monarque coupe l'herbe sous le pied des démocrates en faisant sienne leurs idées autonomistes mais sans les associer à son action. Ce sera en définitive lui qui obtiendra seul l'indépendance de son pays en 1953.
Mais dès 1955, Norodom Sihanouk abandonne son trône pour mieux se consacrer à la politique et créer sa propre formation, le Sangkum Reastr Niyum, qui monopolisera les sièges à l'assemblée et le pouvoir pendant une quinzaine d'années. Même si dans les textes l'opposition reste tolérée, dans les faits ses militants sont soit fortement incités à rejoindre le parti majoritaire soit condamnés au silence ou à la clandestinité. Ce régime prend fin le 18 mars 1970, quand Norodom Sihanouk est déposé par les députés élus en 1966 et essentiellement issus de l'aile droite de son mouvement. Ces derniers proclament, le 9 octobre de la même année, la République khmère. L'Assemblée reste en place jusqu'aux élections législatives du 3 septembre 1972. Alors qu'il paraît clair que le scrutin a toutes les chances d'être émaillé d'irrégularités visant, avec le soutien de l'armée, à assurer la victoire du parti du président Lon Nol, les deux principales formations d'opposition décident de se retirer de la course et seules 10 des 126 circonscriptions présentent plusieurs candidats. Il s'ensuit une victoire écrasante du parti au pouvoir.
À la suite de la chute de la République khmère le 17 avril 1975, les chambres du parlement sont suspendues par les dirigeants khmers rouges jusqu'à l'élection, le 20 mars 1976 d'une Assemblée des représentants du peuple où seuls peuvent se présenter des candidats justifiant de « bons états de service dans la lutte révolutionnaire pour la libération du peuple et de la nation ». Elle n'est convoquée qu'une seule fois, du 11 au 13 avril 1976.
Les sessions parlementaires reprendront sous la République populaire du Kampuchéa, après les élections législatives du 1er mai 1981 où le Parti révolutionnaire du peuple khmer est le seul autorisé à présenter des candidats.
Cette assemblée va siéger jusqu’en 1993, date à laquelle, conformément aux accords de Paris devant mettre fin à la guerre civile, sont organisées sous l'égide de l'Organisation des Nations unies des élections constituantes qui consacrent le retour du multipartisme qui avait cessé d'exister de jure depuis 1975, mais de facto depuis 1955.
Le 4 mars 1999, une seconde chambre — l'actuel Sénat — est créée. Toutefois, il semble communément admis que cette mise en place répond moins à un manque législatif qu'au besoin de créer des postes à responsabilité pour régler les troubles consécutifs aux élections de 1998.

## Assemblée nationale
L'Assemblée nationale vote l'impôt et les lois.
Elle peut révoquer le gouvernement par une motion de censure adoptée par au moins la moitié de ses membres. En contrepartie, elle peut être dissoute par le roi sur proposition du Premier ministre et après accord de son président, si le gouvernement est renversé au moins deux fois dans les dix-huit derniers mois.

## Sénat
Le Sénat est créé par la révision constitutionnelle de mars 1999.
Son rôle est d'examiner les lois adoptées en première lecture par l'Assemblée nationale et d'émettre au besoin des propositions d'amendement qui devront être à nouveau approuvés par la chambre basse avant que le texte ne soit définitivement promulgué.
Son président est le deuxième personnage de l'État et remplace le roi dans ses fonctions officielles quand il en est empêché.

## Rôles et responsabilités
Mise à part la prépondérance de l'Assemblée dans le domaine législatif et le contrôle du gouvernement que la constitution réserve aux seuls députés, les rôles des membres des deux chambres restent globalement similaires.
|                                                                                         | Assemblée nationale | Assemblée nationale | Sénat | Sénat     |
|                                                                                         | Article Constitution |                     | Article Constitution |           |
| Mandat                                                                                  | |                     | |           |
| Nombre de membres                                                                       | Au moins 120 (123 en 2017) | 76                  | Inférieur à la moitié du nombre des députés (61 en 2017) | 99        |
| Désignation                                                                             | Élection au scrutin de liste proportionnel à la plus forte moyenne |                     | 2 sénateurs choisis par le roi 2 élus à la majorité relative par l'Assemblée nationale Les autres, élus au scrutin indirect                                                                                 | 100       |
| Éligibilité                                                                             | Avoir le droit de vote Être âgé d'au moins 25 ans Avoir la nationalité khmère de naissance                                                                                                  | 76                  | Avoir le droit de vote Être âgé d'au moins 40 ans Avoir la nationalité khmère de naissance | 99        |
| Durée normale du mandat                                                                 | 5 ans | 78                  | 6 ans | 102       |
| Possibilité de renouvellement du mandat                                                 | Illimitée | 76                  | Illimitée | 99        |
| Dissolution                                                                             | Par le roi, sur proposition du premier ministre et avec l'accord du président de l'Assemblée nationale Uniquement si le gouvernement a été renversé deux fois dans les douze derniers mois. | 78                  | |           |
| Dissolution                                                                             | Dissolution interdite pendant l'état d'urgence. | 86                  | |           |
| Prolongation                                                                            | Prolongation d'un an renouvelable en cas de circonstances exceptionnelles empêchant le tenue d'élections Proposée par le roi et approuvée par deux tiers des députés.                       | 78                  | Prolongation d'un an renouvelable en cas de circonstances exceptionnelles empêchant le tenue d'élections Proposée par le roi et approuvée par deux tiers des sénateurs.                                     | 102       |
| Cumul avec d'autres fonctions publiques                                                 | Interdit, sauf ministre | 79                  | Interdit, même ministre | 103       |
| Cumul avec des emplois dans le secteur privé                                            | Pas de limitation, |                     | Pas de limitation |           |
| Sessions                                                                                | |                     | |           |
| Session ordinaire                                                                       | Deux fois par an pour une durée minimale de trois mois (pas de limite maximale) | 83                  | Deux fois par an pour une durée minimale de trois mois (pas de limite maximale) | 107       |
| Session extraordinaire                                                                  | À la demande du roi sur proposition du premier ministre ou d'un tiers des députés | 83                  | À la demande du roi sur proposition du premier ministre ou d'un tiers des sénateurs | 107       |
| Comité permanent (chargé du fonctionnement de la chambre en dehors des sessions)        | Le président, les deux vice-présidents et les présidents des commissions | 84                  | Le président, les deux vice-présidents et les présidents des commissions | 108       |
| État d'urgence                                                                          | L'Assemblée siège de manière permanente | 86                  | Le sénat siège de manière permanente | 102       |
| Aspect législatif                                                                       | |                     | |           |
| Initiative des lois                                                                     | Partagée avec le sénat et le premier ministre | 91                  | Partagée avec l’Assemblée nationale et le premier ministre | 91        |
| Approbation du budget de l'État, de la création, modification ou suppression d'un impôt | Vote à la majorité absolue | 90                  | |           |
| Approbation d'une loi                                                                   | Vote à la majorité absolue en première lecture avant examen par le Sénat | 90                  | Examen des textes de lois adoptés en première lecture par l'Assemblée nationale S'il est accepté en l'état la loi est promulguée Sinon il repasse devant les députés pour un nouvel examen et promulgation. | 113       |
| Approbation d'une loi                                                                   | Sauf si elle remet en cause l'indépendance, la souveraineté, l'intégrité territoriale, l'unité politique ou l'administration du pays                                                        | 92                  | Examen des textes de lois adoptés en première lecture par l'Assemblée nationale S'il est accepté en l'état la loi est promulguée Sinon il repasse devant les députés pour un nouvel examen et promulgation. | 113       |
| Proposition d'amendement d'une loi                                                      | Sauf si la loi tend à diminuer les recettes publiques ou à augmenter les charges des citoyens                                                                                               | 91                  | L’amendement doit être approuvé par l’Assemblée nationale | 113       |
| Approbation d'un traité international                                                   | Vote à la majorité absolue | 90                  | |           |
| Approbation d'un traité international                                                   | Sauf s'il remet en cause l'indépendance, la souveraineté, l'intégrité territoriale, l'unité politique ou l'administration du pays                                                           | 92                  | |           |
| Proclamation de l'état d'urgence                                                        | Après accord du président | 22                  | Après accord du président | 22        |
| Levée de l'état d'urgence                                                               | Uniquement par l'Assemblée | 86                  | Impossible si le sénat ne peut se réunir | 102       |
| Déclaration de guerre                                                                   | Vote à la majorité absolue | 90                  | Après accord du Sénat | 24        |
| Contrôle du gouvernement                                                                | |                     | |           |
| Désignation du premier ministre                                                         | Choisi par le roi parmi les députés du parti vainqueur des élections | 119                 | |           |
| Vote de confiance au gouvernement                                                       | À la majorité absolue | 90                  | |           |
| Révocation d'un ministre ou du gouvernement                                             | Motion de censure déposée par au moins trente députés. Vote à la majorité absolue. | 98                  | |           |
| Question au gouvernement                                                                | Obligation d'une réponse sous sept jours Possibilité de débat | 96                  | |           |
| Convocation d'un ministre devant une commission                                         | Autorisée | 97                  | |           |
| Convocation d'une personnalité devant l’Assemblée pour éclaircir un point important     | Sur demande d'au moins un dixième des membres | 89                  | |           |
| Aspect constitutionnel                                                                  | |                     | |           |
| Composition du conseil constitutionnel                                                  | Désignation de trois des neuf membres par l'Assemblée nationale | 137                 | |           |
| Possibilité de saisie du conseil constitutionnel                                        | Par le président de l'Assemblée nationale ou un dixième des députés | 140 & 141           | Par le président du sénat | 140 & 141 |
| Possibilité de saisie du conseil constitutionnel                                        | Par le président de l'Assemblée nationale ou un dixième des députés | 140 & 141           | Par un quart des sénateurs pour les lois pas encore promulguées | 140       |
| Initiative d'une révision constitutionnelle                                             | Le président de l'Assemblée nationale sur proposition d'un quart des députés | 151                 | |           |
| Adoption d'une révision constitutionnelle                                               | Vote à la majorité des deux tiers | 151                 | |           |
| Immunité                                                                                | |                     | |           |
| Levée de l'immunité parlementaire                                                       | Après accord de l'Assemblée nationale, sauf pour les cas de flagrants délits | 80                  | Après accord du sénat, sauf pour les cas de flagrants délits | 104       |
| Rétablissement de l'immunité parlementaire                                              | Accord de trois quarts des membres de l'Assemblée nationale | 80                  | Accord de trois quarts des membres du sénat | 104       |
| Relation avec la monarchie                                                              | |                     | |           |
| Ordre d'attribution de la régence en cas d'indisponibilité du roi                       | 2) Président 4) Premier vice-président 6) Second vice-président | 11                  | 1) Président 3) Premier vice-président 5) Second vice-président | 11        |
| Nombre de membres du conseil du trône                                                   | 3 (le président et les 2 vice-présidents) | 13                  | 3 (le président et les 2 vice-présidents) | 13        |
| Communication du roi                                                                    | Messages royaux ne faisant pas l'objet d'un débat | 18                  | Messages royaux ne faisant pas l'objet d'un débat | 18        |